# Addaeus (Heermeister)
Addaeus (bzw. altgriechisch Addaios) war ein spätantiker römischer Heermeister (magister militum).
Über Addaeus ist nur sehr wenig bekannt. 392 scheint er sich in Antiochia am Orontes im Osten des Reiches aufgehalten zu haben, wo ihn der Redner Libanios willkommen hieß. Für den Dezember 392 ist er durch ein Gesetz des Codex Theodosianus als comes domesticorum bezeugt. Als Oberbefehlshaber der kaiserlichen Leibwache hatte er damit eine sehr einflussreiche Stellung unter Theodosius I. inne. Im Juni 393 wird er dann in zwei anderen Gesetzen als comes et magister utriusque militiae adressiert, im September desselben Jahres genauer als comes et magister utriusque militiae per Orientem. Damit war er der Oberbefehlshaber der Truppen im für die Grenzverteidigung gegen die persischen Sassaniden wichtigen Ostteil des Reiches. Offenbar blieb er über den Tod des Theodosius im Januar 395 hinaus auch unter dessen Sohn und Nachfolger Arcadius im Amt. Für den Oktober 395 ist wieder ein Gesetz an ihn adressiert.
Für das Jahr 396 wird er in syrischen Quellen erwähnt, die den Einfall der Hunnen in Syrien in dieser Zeit verarbeiten. Die christliche Heiligenlegende Euphemia und der Gote aus dem 5. Jahrhundert erwähnt, dass er als Oberbefehlshaber (stratelates, wohl gleichbedeutend mit magister militum) die römischen Truppen nach Edessa geführt habe, wohin sie sich einige Zeit zurückzogen. Die syrische Chronik des Josua Stylites aus dem Jahr 507 macht Addaeus’ „Trägheit“ dafür verantwortlich, dass die Hunnen, die 395 in die Ostprovinzen eingefallen waren, auch Syrien unter ihre Kontrolle bringen konnten, was offenbar mit weiträumigen Plünderungen verbunden war. Allerdings scheint Addaeus zu dieser Zeit nur ein geringes Truppenkontingent zur Verfügung gehabt zu haben. Er taucht danach nicht mehr in den Quellen auf; erst 398 gelang es Eutropios, die Hunnen zurückzuschlagen.
Ein Brief an ihn von dem berühmten Redner Libanios ist erhalten; auch in einem Brief des Bischofs Ambrosius wird er erwähnt.